# Rubrograptis
Rubrograptis là một chi bướm đêm thuộc phân họ Tortricinae của họ Tortricidae.

## Các loài
- Rubrograptis praeconia (Meyrick, 1937)
- Rubrograptis recrudescentia Razowski, 1981